# Lativalva monotona
Lativalva monotona är en fjärilsart som beskrevs av Hans Georg Amsel. Lativalva monotona ingår i släktet Lativalva och familjen Crambidae. Inga underarter finns listade i Catalogue of Life.